# Обнинский, Борис Петрович
Бори́с Петро́вич Обни́нский (1872—1921) — юрист, помещик, министр юстиции в «белом» правительстве Крыма.

## Биография
Борис Обнинский был младшим из четырёх детей Петра Наркизовича Обнинского и Лидии Павловны Выговской. В наследство от отца Борису досталась старая усадьба Белкино.
В начале 1900-х гг. работал судебным следователем Московского окружного суда.
По легенде, летом 1918 года Обнинский с сыном Глебом бежал из родовой усадьбы через подземный ход, спасаясь от ЧК. В усадьбе остались его жена и младший сын Никита, которые были выселены из особняка в западный флигель. Юлия Михайловна стала работать учителем музыки в колонии «Бодрая жизнь», сын Никита вскоре уехал в Москву, где стал актёром в одном из небольших театров. Через несколько лет он умер от туберкулёза, его мать позже также переехала в столицу и скончалась во время Второй мировой войны в декабре 1941 года.
По сведениям брата Виктора Обнинского, Борис Петрович был министром юстиции в «белом» правительстве Крыма. После отхода Врангеля из Крыма Обнинский остался в Севастополе, где был расстрелян «красными» в 1921 году. Сыну Глебу удалось бежать за границу.

## Семья
- Дед — Наркиз Антонович Обнинский (1796—1863), российский военный, общественный деятель.
- Бабушка — Варвара Ивановна Обнинская (урождённая Кавецкая; около 1807—?).

Родители:
- Отец — Пётр Наркизович Обнинский (1837—1904), российский юрист, публицист, общественный деятель.
- Мать — Лидия Павловна Обнинская (урождённая Выговская; ?—?).

Сёстры и брат:
- Анна Петровна Трояновская (урождённая Обнинская; 1862—1920), жена И. И. Трояновского.
- Лидия Петровна Соколова (урождённая Обнинская; 1864—1929).
- Виктор Петрович Обнинский (1867—1916), российский политический и общественный деятель, литератор.

Жена — Юлия Самойловна Обнинская (урождённая Болончук; 1877—1941).
Дети:
- Глеб Борисович Обнинский (1900—1951),
- Никита Борисович Обнинский.